# William Cruikshank (anatomiste)
Pour les articles homonymes, voir William Cruikshank.
William Cumberland  Cruikshank est un anatomiste, chirurgien et professeur écossais, né à Édimbourg en 1745, mort à Londres en 1800.
Il est souvent confondu avec le chimiste William Cruickshank (? - 1810 ou 1811).

## Biographie
Né à Edimbourg en 1745, William Cumberland Cruikshank est le fils d'un préposé de l'accise. Ses prénoms sont un hommage à William Augustus de Cumberland, héros de la bataille de Culloden.
Il commence ses études à l'Université d'Edimbourg jusqu'à ses 18 ans puis son père l'envoie à l'Université Glasgow afin d'avoir un enseignement religieux. Il y étudie la philosophie et y obtient son Master of Arts en 1767. Dans le même temps, il y apprend le français et l'italien. Il rencontre ensuite John Moore et décide de se tourner vers la médecine en devenant son élève. Moore lui obtient par la suite un poste d'assistant auprès de William Hunter, médecin anatomiste, avant de devenir dissecteur pour John Hunter puis chirurgien à Londres. Son patient le plus célèbre sera Samuel Johnson,,,.
Il reçoit un diplôme de médecine honorifique de l'Université de Glasgow et devient F.R.S. en 1797.
Il décède brutalement le 27 juin 1800, à l'âge de 55 ans, d'une apoplexie qu'il avait lui-même prédite devant la présence de troubles neurologiques spécifiques,,.
Sa fille ainée maria Honoratus Leight Thomas qui repris la pratique de Cruikshank à Leicester place à Londres et deviendra président du Royal College of Surgeons.

## Travaux et publications
En 1776, il démontre selon lui les capacités régénératives des nerfs en décrivant une pousse de nerf plusieurs semaines après avoir sectionné le nerf vagal de plusieurs chiens. À l'aide de John Hunter, il envoie sa publication à la Royal Society, avant qu'elle soit refusée puis acceptée quasiment 20 ans plus tard.
Les résultats de ses travaux ont été publiés en quatre volumes dansThe Anatomy of the Absorbing Vessels of the Human Body, à Londres, en 1786, puis traduit en français par Philippe Petit-Radel en 1787. Une seconde édition a été publiée en 1790 et fut traduite en français, allemand et italien,.
Il publia également :
- Remarks on the Absorption of Calomel from the Internal Surface of the Mouth en 1778 ;
- Experiments on the Nerves, particularly on their reproduction and on the spinal marrow of living animals en 1794 ;
- Experiments in which, on the third day after impregnation, the ova of Rabbits were found in the Fallopian Tubes en 1797.

## Source
Cet article comprend des extraits du Dictionnaire Bouillet. Il est possible de supprimer cette indication, si le texte reflète le savoir actuel sur ce thème, si les sources sont citées, s'il satisfait aux exigences linguistiques actuelles et s'il ne contient pas de propos qui vont à l'encontre des règles de neutralité de Wikipédia.